# Ha-No'ar ha-oved ve-ha-lomed

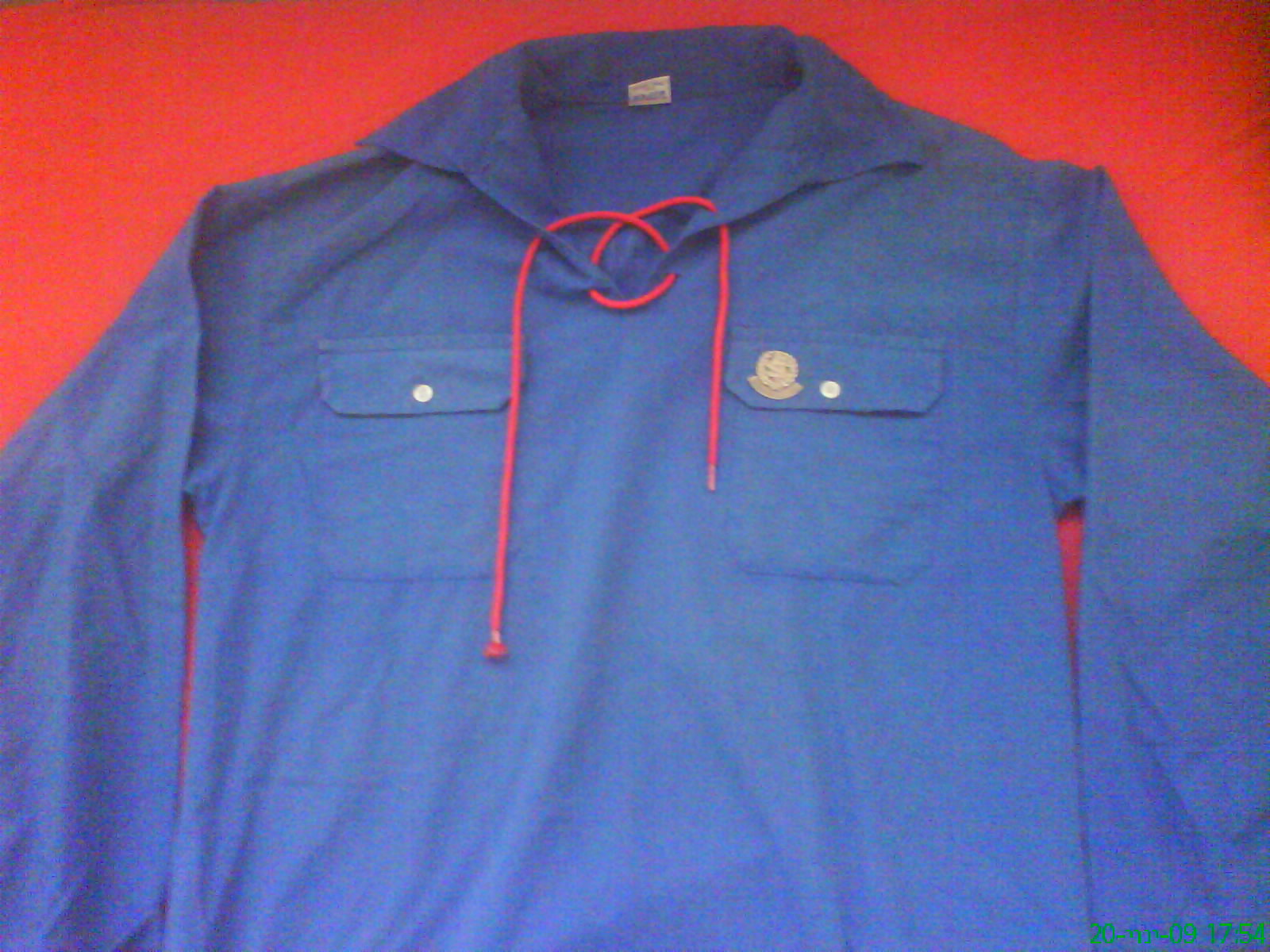
Uniforma členů hnutí ha-No'ar ha-Oved ve-ha-Lomed, modrá barva připomíná dělnický původ, červená stuha socialismus

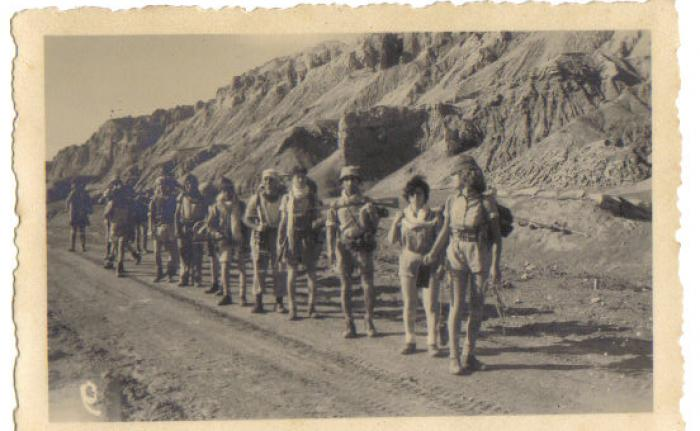
Pochod členů ha-No'ar ha-oved ve-ha-lomed ze Sodomy na Masadu, rok 1951

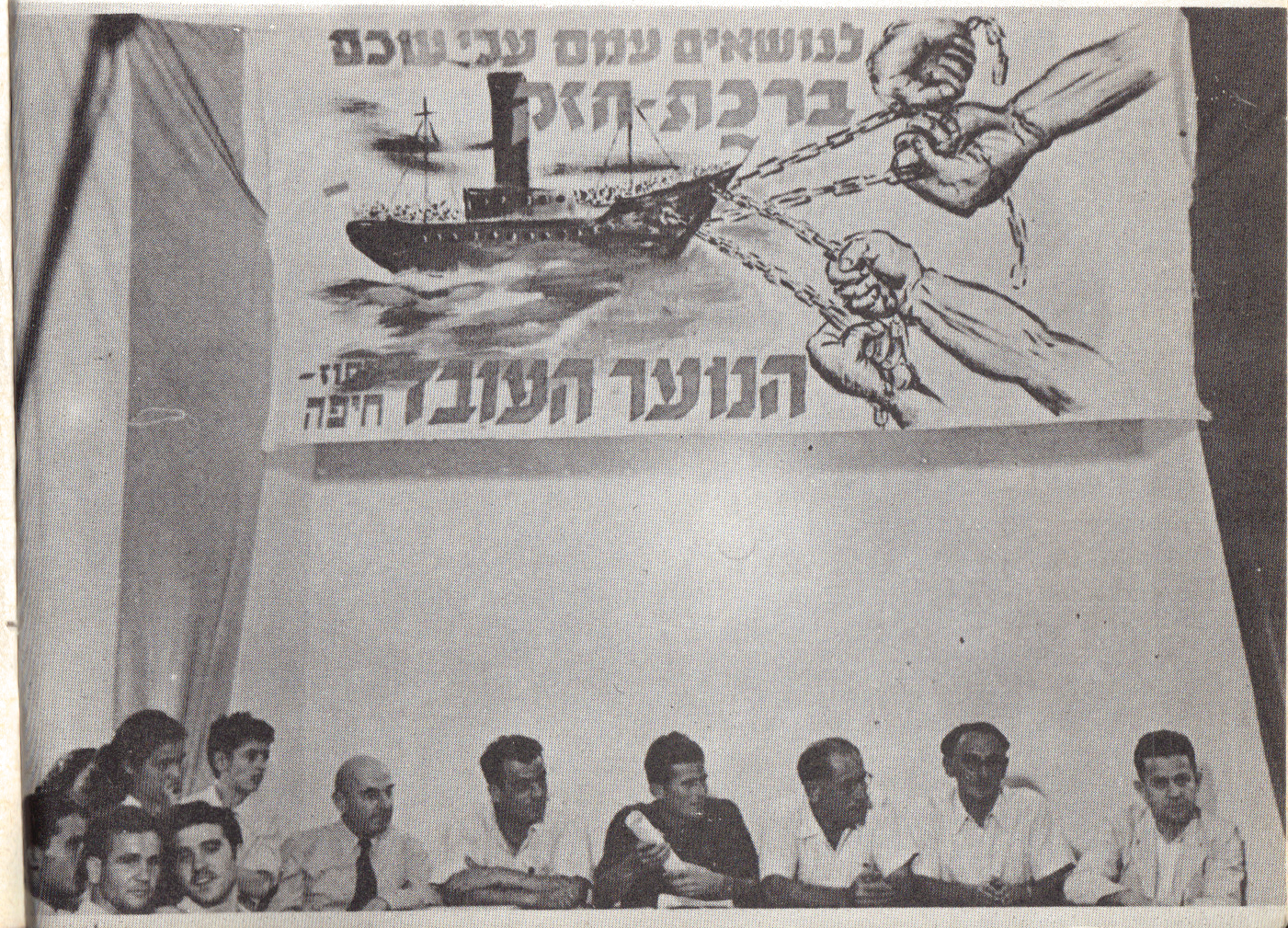
Založení pobočky ha-No'ar ha-oved ve-ha-lomed v Haifě, rok 1959

ha-No'ar ha-oved ve-ha-lomed (hebrejsky הנוער העובד והלומד‎, doslova „Mládí pracující a studující“) je sionistická, levicově orientovaná mládežnická organizace v Izraeli.

## Dějiny
Byla založena 17. října roku 1924 jako odnož odborové organizace Histadrut. Tehdy se nazývala ha-No'ar ha-Oved. Jejím úkolem bylo chránit a sdružovat mladé lidi. Iniciátorem vzniku organizace byl David Cohen. Myšlenkově ji ovlivnili i představitelé dělnického sionismu jako Berl Kacnelson. Hnutí organizovalo večerní kurzy pro pracující, provozovalo burzu pracovních nabídek a sportovní oddíly. Členové tvořili kádry rodících se židovských vojenských organizací a zároveň se podíleli na zakládání zemědělských osad. Roku 1933 založili jako první kibuc Na'an poblíž Tel Avivu. Celkem se podíleli na vzniku čtyřiceti vesnic. Po vzniku státu Izrael se zapojovali do osadnických polovojenských kolektivů v rámci oddílů Nachal.
V roce 1945 skupina členů ha-No'ar ha-oved podnikla výpravu do dnešního Ejlatu. Při absenci cest se skupina pohybovala pomocí karavany velbloudů. Účastnil se jí i pozdější politik, předseda vlády a prezident Šimon Peres. Ve srovnání s dalšími mládežnickými organizacemi sionistické a socialistické orientace, zejména ve srovnání s hnutím ha-Šomer ha-Ca'ir, měla ha-No'ar ha-oved ve-ha-lomed umírněnější, středolevý charakter. Byla napojená, třebaže neoficiálně, na Izraelskou stranu práce.
Nynější jméno získala roku 1959 spojením s organizací ha-Tnu'a ha-Me'uchedet. Počátkem 60. let 20. století měla 102 000 členů, úzce propojených s odborovým hnutím Histadrut. Šlo tehdy o nejpočetnější izraelské mládežnické hnutí. Mělo židovské i nežidovské (arabské členy). Z více než 100 000 členů jich 40 000 bylo ve věku 14-18 let. Hnutí mělo různé oborové organizace, po vzoru Histadrutu. Dále se zaměřovala na sportovní a rekreační aktivity. Ještě v roce 1970 se členská základna udávala na 100 000.
Koncem 80. let 20. století hnutí iniciovalo vznik sesterské organizace Merchav, která ustavuje městské komunity mladých lidí zaměřených na sociální a vzdělávací aktivity. Merchav stála za vznikem dvou nových židovských vesnic v Galileji - Ešbal a Ravid. Další sesterskou organizací je ha-Bonim Dror, která působí mezi židovskou mládeží mimo Izrael. Ha-No'ar ha-oved ve-ha-lomed provozuje po celém Izraeli mládežnické kluby a střediska pro nové imigranty. Aktivně působí mezi izraelskými Drúzy a dalšími menšinami.
Pravicovou protiváhou hnutí ha-No'ar ha-oved ve-ha-lomed je mládežnická organizace No'ar oved le'umi založená roku 1949.